# Zonetoernooi dammen 2003 Cannes
Het zonetoernooi dammen 2003 in Cannes werd van 10 t/m 15 maart 2003 in Cannes gespeeld. Op 13 maart werden 2 rondes gespeeld en op de overige speeldagen 1 ronde. Rob Clerc en Igal Koifman eindigden met 10 punten uit 7 partijen op de 1e en 2e plaats en kwalificeerden zich daarmee voor het wereldkampioenschap in Zwartsluis. 
Clerc en Koifman stonden na 6 ronden met 8 punten gelijk met Auke Scholma en Mark Podolski maar die moesten (in tegenstelling tot Clerc en Koifman) in de laatste ronde genoegen nemen met remise zodat ze met 9 punten op de 3e en 4e plaats eindigden. 
Igor Kirzner en Arnaud Cordier eindigden met 8 punten op de 5e en 6e plaats. 
De Belgische deelnemer Marc De Meulenaere eindigde met 5 punten op de 11e plaats en behaalde daarmee een norm voor de MF-titel.